# PinX Filmfestival

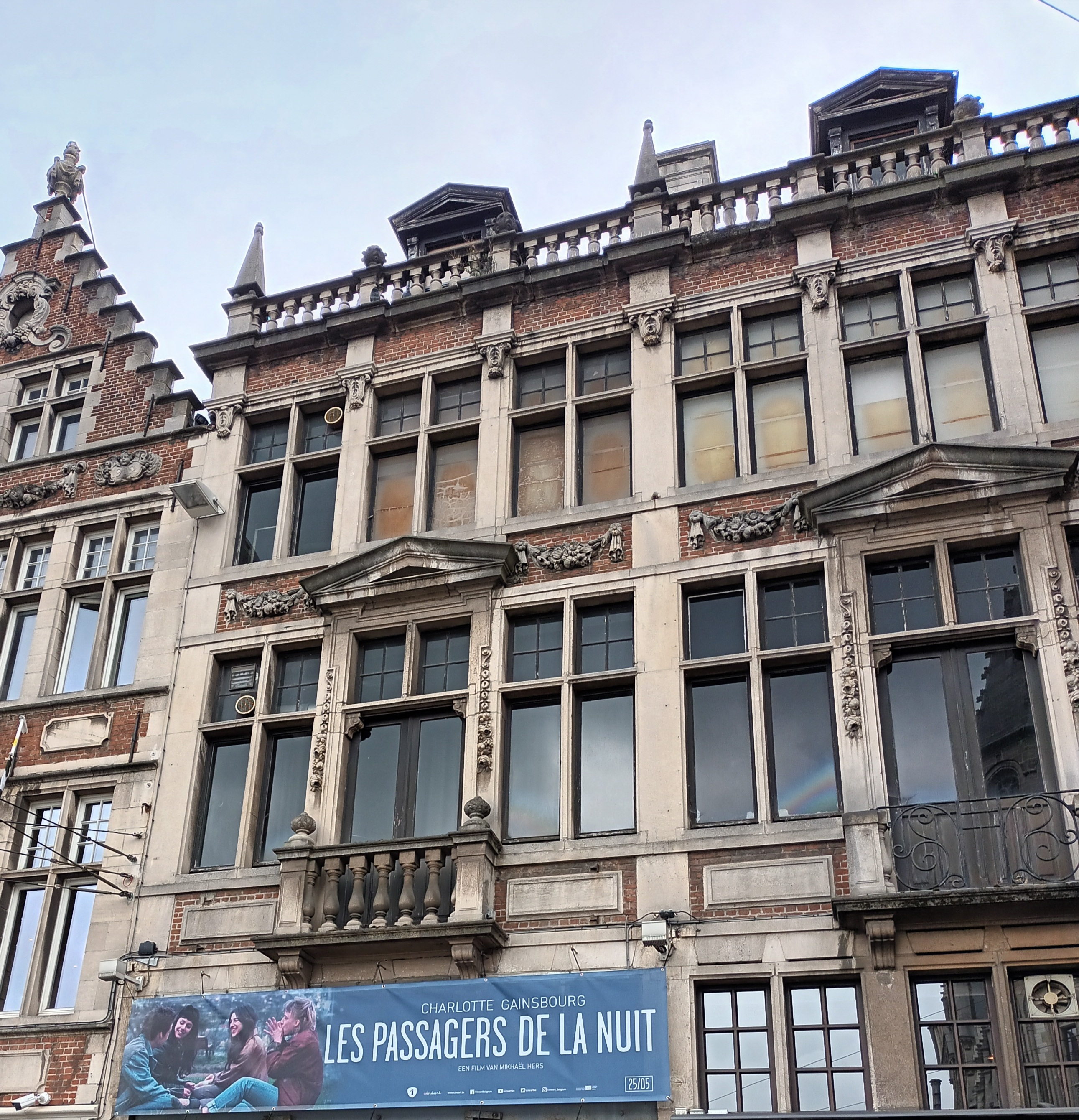
Building Sphinx Cinema Ghent front

PinX is een jaarlijks LGBTQIA+ filmfestival van en door de community in samenwerking met Sphinx, een arthouse cinema (filmtheater) in hartje Gent.
Het festival brengt een selectie van kort- en langspeelfilms die het genderdebat beïnvloeden en seksualiteit bevragen, onderzoeken en een gevarieerde kleurrijke wereld weerspiegelen. De eerste editie vond plaats in 2013 van 17 tot en met 20 januari. In 2023 staat de tiende editie gepland.
De organisatoren willen aan het denken zetten, persoonlijke en maatschappelijke verwachtingen beïnvloeden en bijdragen een grotere zichtbaarheid van LGBTQIA+ verhalen in film en media.

## Films
Tijdens het festival leiden de queer kortfilms, een uiteenlopende verzameling stijlen, genres en thematieken, de langspeelfilms in, eventueel aan de hand van een inhoudelijke of vormelijke link.

### Editie 2013
| titel                                  | regisseur                 | jaar | land                              | prijs        |
| -------------------------------------- | ------------------------- | ---- | --------------------------------- | ------------ |
| Keep the Lights On                     | Ira Sachs                 | 2012 | Verenigde Staten                  | Teddy Awards |
| Kyss mig                               | Alexandra-Therese Keining | 2011 | Zweden                            |              |
| Les Invisibles                         | Sébastien Lifshitz        | 2012 | Frankrijk                         |              |
| Bumblefuck, USA                        | Aaron Douglas Johnston    | 2011 | Verenigde Staten                  |              |
| We Were Here                           | David Weissman            | 2011 | Verenigde Staten                  |              |
| Circumstance                           | Maryam Keshavarz          | 2011 | Frankrijk, Iran, Verenigde Staten |              |
| Four More Years (Fyra år till)         | Tova Magnusson            | 2010 | Zweden                            |              |
| The Secret Diaries of Miss Anne Lister | James Kent                | 2010 | Verenigd Koninkrijk               |              |
| Hors les murs                          | David Lambert             | 2012 | België, Canada, Frankrijk         |              |
| Stadt Land Fluss                       | Benjamin Cantu            | 2011 | Duitsland                         |              |

### Editie 2014
| Titel                    | regisseur            | jaar | land             | prijs                                                       |
| ------------------------ | -------------------- | ---- | ---------------- | ----------------------------------------------------------- |
| Eastern Boys             | Robin Campillo       | 2013 | Frankrijk        | Orizzonti Award, Venetië                                    |
| Zwei Mütter              | Anne Zohra Berrached | 2013 | Duitsland        | Dialogue and Perspective Award, Berlijn                     |
| Vic + Flo ont vu un ours | Denis Côté           | 2013 | Canada           | Zilveren Beer, Berlijn                                      |
| Freier Fall              | Stephan Lacant       | 2013 | Duitsland        |                                                             |
| Sarah Préfère la Course  | Chloé Robichaud      | 2013 | Canada           | Young Jury Award for best feature debut Filmfestival Londen |
| Kill Your Darlings       | John Krokidas        | 2013 | Verenigde Staten | International Award, Venice Days, Venetië                   |
| Out in the Dark          | Michael Mayer        | 2013 | Israël           | Publieksprijs Miami Gay and Lesbian Film festival           |
| Bambi                    | Sébastien Lifshitz   | 2013 | Frankrijk        | Teddy Award, Internationaal filmfestival van Berlijn        |
| Dallas Buyers Club       | Jean-Marc Vallée     | 2013 | Verenigde Staten |                                                             |

| Film                            | regisseur       | jaar | land                |
| ------------------------------- | --------------- | ---- | ------------------- |
| Corps perdu                     | Lukas Dhont     | 2012 | België              |
| Sandy                           | Joseph Mann     | 2013 | Verenigd Koninkrijk |
| Undress me                      | Victor Lindgren | 2013 | Zweden              |
| Facing Fear                     | Jason Cohen     | 2013 | Verenigde Staten    |
| Young and gay in Putin's Russia | Milène Larsson  | 2013 | Rusland             |

### Editie 2015
| Titel                                  | regisseur               | jaar | Land                | Prijs                                                                              |
| -------------------------------------- | ----------------------- | ---- | ------------------- | ---------------------------------------------------------------------------------- |
| Something must break                   | Ester Martin Bergsmark  | 2014 | Zweden              | Tiger Award International Film Festival Rotterdam 2014                             |
| Appropriate Behavior                   | Desiree Akhavan         | 2014 | Verenigde Staten    | Grote Juryprijs San Diego Asian Film Festival 2014                                 |
| Violette                               | Martin Provost          | 2013 | Frankrijk           |                                                                                    |
| Test                                   | Chris Mason Johnson     | 2013 | Verenigde Staten    | Beste Film Los Angeles LGBT Film Festival                                          |
| Jongens                                | Mischa Kamp             | 2014 | Nederland           | MovieZone Award Nederlands Film Festival 2014                                      |
| Praia do Futuro                        | Karim Aïnouz            | 2014 | Brazilië, Duitsland | Beste Latijns-Amerikaanse film, Internationaal filmfestival van San Sebastián 2014 |
| Concussion                             | Stacie Passon           | 2013 | Verenigde Staten    | Teddy Juryprijs, Internationaal filmfestival van Berlijn 2013                      |
| Peter de Rome: Grandfather of Gay Porn | Ethan Reid              | 2014 | Verenigd Koninkrijk |                                                                                    |
| The Normal Heart                       | Ryan Murphy (schrijver) | 2013 | Verenigde Staten    |                                                                                    |

| Film                                     | regisseur             | jaar | land        |
| ---------------------------------------- | --------------------- | ---- | ----------- |
| All we share                             | Jerry Carlsson        | 2014 | Zweden      |
| Two Women                                | Charlotte Brodthagen  | 2013 | Denemarken  |
| A Last Farewell                          | Casper Andreas        | 2013 | Zweden      |
| Little Vulvah and Her Clitoral Awareness | Sara Koppel           | 2013 | Denemarken  |
| Yolo                                     | Marie Grahtø Sørensen | 2013 | Denemarken  |
| La Retour                                | Yohann Kouam          | 2013 | Frankrijk   |
| Steen                                    | Viktor van der Valk   | 2013 | Nederland   |
| Novena                                   | Anna Rodgers          | 2013 | Ierland     |
| Cairo 52                                 | Dominique Birrer      | 2014 | Zwitserland |

### Editie 2016
| Titel                | regisseur              | jaar | land                    | prijs                                                                           |
| -------------------- | ---------------------- | ---- | ----------------------- | ------------------------------------------------------------------------------- |
| Grandma              | Paul Weitz (regisseur) | 2015 | Verenigde Staten        |                                                                                 |
| Downriver            | Grant Scicluna         | 2015 | Australië               |                                                                                 |
| Closet Monster       | Stephen Dunn           | 2015 | Canada                  | Beste Canadese film, Internationaal filmfestival van Toronto 2015               |
| Cut Snake            | Tony Ayres             | 2014 | Australië               |                                                                                 |
| The Amina Profile    | Sophie Deraspe         | 2015 | Canada                  | Special Prijs van de Jury Hot Docs, Internationaal Documentaire Festival Canada |
| Tattoo               | Hilton Lacerda         | 2013 | Brazilië                | Beste Film, Internationaal filmfestival van San Sebastián 2014                  |
| La Belle Saison      | Catherine Corsini      | 2015 | Frankrijk, België       | Variety Piazza Grande Award, Internationaal filmfestival van Locarno            |
| The Danish Girl      | Tom Hooper             | 2015 | Verenigd Koninkrijk     | Queer Lion, Filmfestival van Venetië 2015                                       |
| Nasty baby           | Sebastián Silva        | 2015 | Verenigde Staten, Chili | Teddy Award, Internationaal filmfestival van Berlijn 2015                       |
| In The Grayscale     | Claudio Marcone        | 2015 | Chili                   | Ibero-American Award, Miami Film Festival 2015                                  |
| Sangailės vasara     | Alanté Kavaïté         | 2015 | Litouwen                | Beste Regie (Wereldcinema), Sundance Film Festival 2015                         |
| Darker than Midnight | Sebastiano Riso        | 2014 | Italië                  | Award Beste Acteur, Iris Prize Festival 2015                                    |

| Film                    | regisseur          | jaar | land                           |
| ----------------------- | ------------------ | ---- | ------------------------------ |
| A qui la faute          | Anne-claire Jaulin | 2015 | Frankrijk                      |
| Aban + Khorshid         | Darwin Serink      |      |                                |
| Cupcake                 | Jane Magnusson     | 2014 | Zweden                         |
| Daniel                  | Dean Loxton        | 2015 | Verenigd Koninkrijk            |
| Libre maintenant        | Pierre Liebaert    | 2014 | België                         |
| Le Sommeil des Amazones | Bérangère McNeese  | 2015 | België                         |
| Victor XX               | Ian Garrido López  | 2015 | Spanje                         |
| Volg Mij                | Anthony Schatteman | 2015 | België                         |
| Followers               | Tim Marshall       | 2014 | Australië, Verenigd Koninkrijk |

### Editie 2017
| Titel                            | regisseur                                            | jaar | land                        | prijs            |
| -------------------------------- | ---------------------------------------------------- | ---- | --------------------------- | ---------------- |
| Taekwondo                        | Marco Berger, Martín Farina                          | 2016 | Argentinië                  |                  |
| Rara                             | Pepa San Martín                                      | 2016 | Argentinië, Chili           |                  |
| Who's Gonna Love Me Now          | Barak Heymann, Tomer Heymann, Alexander Bodin Saphir | 2016 | Verenigd Koninkrijk, Israël |                  |
| Women Who Kill                   | Ingrid Jungermann                                    | 2016 | Verenigde Staten            |                  |
| Kater                            | Klaus Händl                                          | 2016 | Oostenrijk                  | Teddy Award      |
| Girls Lost                       | Alexandra-Therese Keining                            | 2015 | Finland, Zweden             |                  |
| Théo et Hugo dans le même bateau | Olivier Ducastel, Jacques Martineau                  | 2016 | Frankrijk                   | Teddy Award      |
| Dalida                           | Lisa Azuelos                                         | 2016 | Frankrijk                   |                  |
| Nunca vas a estar solo           | Alex Anwandter                                       | 2016 | Chili                       |                  |
| Moonlight                        | Barry Jenkins (filmmaker)                            | 2016 | Verenigde Staten            | meerdere prijzen |

| Film                 | regisseur             | jaar | land             |
| -------------------- | --------------------- | ---- | ---------------- |
| Dag Vreemde Man      | Anthony Schatteman    | 2016 | België           |
| Mukwano              | Cecilie mcNair        | 2016 | Denemarken       |
| La Tana              | Lorenzo Caproni       | 2015 | Italië           |
| Kiss and Ride        | Sven Spur             | 2016 | België           |
| Zij zei              | Vincent Everaerts     | 2016 | België           |
| Hi, It's Your Mother | Daniel Sterlin Altman | 2016 | Canada           |
| Tapette              | Perrier Olivier       | 2016 | Canada           |
| Balcony              | Toby Fell-Holden      | 2015 | Groot-Brittannië |

### Editie 2018
| Titel                        | regisseur         | jaar | land                                         | prijs                                                              |
| ---------------------------- | ----------------- | ---- | -------------------------------------------- | ------------------------------------------------------------------ |
| The Cakemaker                | Ofir Raul Graizer | 2017 | Duitsland, Israël                            |                                                                    |
| Princess Cyd                 | Stephen Cone      | 2017 | Verenigde Staten                             |                                                                    |
| Lazy Eye                     | Tim Kirkman       | 2016 | Verenigde Staten                             |                                                                    |
| The Wound                    | John Trengove     | 2017 | Zuid-Afrika, Duitsland, Nederland, Frankrijk |                                                                    |
| The Misandrists              | Bruce La Bruce    | 2017 | Duitsland                                    | Teddy Award                                                        |
| Die Mitte der Welt           | Jakob M. Erwa     | 2016 | Oostenrijk, Duitsland                        | Audiance Award, International Lesbian and Gay Film Festival Milaan |
| A Date for Mad Mary          | Darren Thornton   | 2016 | Ierland                                      |                                                                    |
| A Moment in the Reeds        | Mikko Mäkelä      | 2017 | Finland, Verenigd Koninkrijk                 |                                                                    |
| Marvin ou la belle éducation | Anne Fontaine     | 2017 | Frankrijk                                    | Queer Lion, Venice Film Festival                                   |
| Paths                        | Chris Miera       | 2017 | Duitsland                                    |                                                                    |
| Saturday Church              | Damon Cardasis    | 2017 | Verenigde Staten                             | Beste Debuut, Frameline LGBTQ Film Festival San Francisco          |

| Film                  | regisseur                           | jaar | land      |
| --------------------- | ----------------------------------- | ---- | --------- |
| Calamity              | Séverine de Streyker, Maxime Feyers | 2017 | België    |
| Hot Tea               | Marcel Tigchelaar                   | 2017 | Nederland |
| Je vois des Gens      | Niels Putman                        | 2016 | België    |
| Koudwatervrees        | Hanne Frederix                      | 2017 | België    |
| Love Bird             | Maxim Cirlan                        | 2017 | Duitsland |
| Petit Ami             | Anthony Schatteman                  | 2018 | België    |
| Projection sur Canapé | Violette Delvoye                    | 2016 | België    |
| Queere Tiere          | Sookee                              | 2017 | Duitsland |
| Skai Blue             | Guido Verhelst                      | 2017 | België    |

### Editie 2019
| Titel                    | regisseur                          | jaar | land                           | prijs                                    |
| ------------------------ | ---------------------------------- | ---- | ------------------------------ | ---------------------------------------- |
| Retablo                  | Alvaro Delgado Aparicio            | 2017 | Duitsland, Peru, Noorwegen     | Teddy Award                              |
| Alone in the Game        | Natalie Metzger, Michael Rohrbaugh | 2018 | Verenigde Staten               |                                          |
| Anchor and Hope          | Carlos Marques-Marcet              | 2017 | Spanje                         | Beste Film, Sevilla (stad) Film Festival |
| Dykes, Camera, Action!   | Caroline Berler                    | 2018 | Verenigde Staten               |                                          |
| Nadie nos mira           | Julia Solomonoff                   | 2017 | Argentinië, Spanje, Colombia   | Teddy Award                              |
| Knife+Heart              | Yann Gonzalez                      | 2018 | Frankrijk, Mexico, Zwitserland |                                          |
| Sauvage                  | Camille Vidal-Naquet               | 2018 | Frankrijk                      |                                          |
| Can You Ever Forgive Me? | Marielle Heller                    | 2018 | Verenigde Staten               |                                          |
| My Own Private Idaho     | Gus Van Sant                       | 1991 | Verenigde Staten               | Queer Lion, Venice Film Festival         |
| Diamantino               | Daniel Schmidt, Gabriel Abrantes   | 2018 | Brazilië, Frankrijk, Portugal  | Queer Palm, Filmfestival van Cannes      |

| Film               | regisseur                 | jaar | land                |
| ------------------ | ------------------------- | ---- | ------------------- |
| La Bague au Doigt  | Gerlando Infuso           | 2018 | België              |
| The Swimming Club  | Ceci Golding              | 2016 | Verenigd Koninkrijk |
| Between us Two     | Tan Wei Keong             | 2017 | Singapore           |
| Muxes              | Ivan Olita                | 2017 | België              |
| Les lèvres gercées | Fabien Corre, Kelsi Phung | 2018 | Frankrijk           |
| O Órfão            | Carolina Markowicz        | 2018 | Brazilië            |
| Après le Silence   | Sonam Larcin              | 2018 | België              |
| Half a Life        | Tamara Chogaolu           | 2017 | Egypte              |
| SWITCH             | Marion Renard             | 2018 | België              |

### Editie 2020
| Titel                                            | regisseur          | jaar | land                        | prijs                                 |
| ------------------------------------------------ | ------------------ | ---- | --------------------------- | ------------------------------------- |
| Matthias & Maxime                                | Xavier Dolan       | 2019 | Canada                      |                                       |
| Searching Eva                                    | Pia Hellenthal     | 2019 | Duitsland                   |                                       |
| Deux                                             | Filippo Meneghetti | 2019 | Frankrijk                   |                                       |
| Taxi zum Klo                                     | Frank Ripploh      | 1980 | Duitsland                   |                                       |
| Lola vers la mer                                 | Laurent Micheli    | 2019 | België, Frankrijk           |                                       |
| Yo, imposible                                    | Patricia Ortega    | 2018 | Venezuela, Colombia         |                                       |
| El Príncipe                                      | Sebastián Muñoz    | 2019 | Chili, België, Argentinië   | Queer Lion, Venice Film Festival 2019 |
| The Adventures of Priscilla, Queen of the Desert | Stephan Elliott    | 1994 | Australië                   |                                       |
| Boy Erased                                       | Joel Edgerton      | 2018 | Verenigde Staten, Australië | Queer Lion, Venice Film Festival      |
| Croce e delizia                                  | Simone Godano      | 2019 | Italië                      |                                       |
| Transkids                                        | Hilla Medalia      | 2019 | Israël                      |                                       |
| Port Authority                                   | Danielle Lessovitz | 2019 | Verenigde Staten, Frankrijk |                                       |

| Film                                | regisseur                          | jaar | land                   |
| ----------------------------------- | ---------------------------------- | ---- | ---------------------- |
| Os Últimos Românticos               | João Cândido Zacharias             | 2019 | Brazilië               |
| A Mythology of Pleasure             | Lara Rodríguez Cruz                | 2019 | Spanje                 |
| Marguerite                          | Marianne Farley                    | 2017 | Canada                 |
| Lolo                                | Paulo Menezes                      | 2019 | Brazilië, Duitsland    |
| The Distance between Us and the Sky | Vasilis Kekatos                    | 2019 | Griekenland, Frankrijk |
| Bilder av Leo                       | Eric Rusch                         | 2019 | Zweden                 |
| De Taak                             | Sander Houwen, Sjoerd Weening      | 2019 | Nederland              |
| Dear Angels                         | Heleen Declercq, Charlotte De Cort | 2019 | België                 |
| Zapatos de tacón cubano             | Julio Mas Alcaraz                  | 2019 | Spanje                 |

### Editie 2021
Wegens COVID-19 werd het jaarlijkse LGBTQIA+ filmfestival georganiseerd in de zomer.
Volgende films werden vertoond:
| Titel             | regisseur                     | jaar | land                     | prijs |
| ----------------- | ----------------------------- | ---- | ------------------------ | ----- |
| Saint-Narcisse    | Bruce La Bruce                | 2021 | Canada                   |       |
| The Sympathy Card | Brendan Boogie                | 2019 | Verenigde Staten         |       |
| Supernova         | Harry Macqueen                | 2020 | Verenigd Koninkrijk      |       |
| The World to Come | Mona Fastvold                 | 2021 | Verenigde Staten         |       |
| Cicada            | Matthew Fifer, Kieran Mulcare | 2020 | Verenigde Staten         |       |
| Shiva Baby        | Emma Seligman                 | 2021 | Verenigde Staten, Canada |       |

### Editie 2022
| Titel                | regisseur                       | jaar | land                        | prijs |
| -------------------- | ------------------------------- | ---- | --------------------------- | ----- |
| Jump, Darling        | Phil Connell                    | 2020 | Canada                      |       |
| Sedimentos           | Adrian Silvestre                | 2021 | Spanje                      |       |
| Kelti                | Milica Tomovic                  | 2021 | Servië                      |       |
| Minyan               | Eric Steel                      | 2020 | Verenigde Staten            |       |
| Leading Ladies       | Ruth Caudeli                    | 2021 | Colombia                    |       |
| My First Summer      | Katie Found                     | 2020 | Australië                   |       |
| The Rest I Make Up   | Michelle Memran                 | 2018 | Verenigde Staten            |       |
| Mascarpone           | Matteo Pilati, Alessandro Guida | 2021 | Italië                      |       |
| The Man with Answers | Stelios Kammitsis               | 2021 | Griekenland, Cyprus, Italië |       |
| No Ordinary Man      | Chase Joynt, Aisling Chin-Yee   | 2021 | Canada                      |       |
| No Hard Feelings     | Faraz Shariat                   | 2020 | Duitsland                   |       |

| Film                         | regisseur                     | jaar | land        |
| ---------------------------- | ----------------------------- | ---- | ----------- |
| Chorus                       | Heleen Declerqc, Line Pillet  | 2021 | België      |
| Faraway                      | Aziz Zoromba                  | 2020 | Canada      |
| Gare aux coquins             | Jean Costa                    | 2021 | Frankrijk   |
| Genius Loci                  | Adrien Merigeau, Brecht Evens | 2019 | Frankrijk   |
| Heaven Reaches Down to Earth | Tebogo Malebogo               | 2020 | Zuid-Afrika |
| Marlon Brando                | Vincent Tilanus               | 2020 | Nederland   |
| Playback                     | Augustina Comedi              | 2019 | Argentinië  |
| Progressive Touch            | Michael Portnoy               | 2020 | Oostenrijk  |
| Sisters                      | Katarina Rešek                | 2020 | Slovenië    |
| At Night We Fly              | Gert-Jan Verdeyen             | 2020 | België      |
| High Jump                    | Lennert Madou                 | 2021 | België      |